# Grypidiopsis
Grypidiopsis är ett släkte av skalbaggar. Grypidiopsis ingår i familjen vivlar.
Kladogram enligt Catalogue of Life:
| Grypidiopsis | \| \| Grypidiopsis asperatus \| \| \| \| \| \| Grypidiopsis variegatus \| \| \| \| |
|              | \| \| Grypidiopsis asperatus \| \| \| \| \| \| Grypidiopsis variegatus \| \| \| \| |
|              | Grypidiopsis asperatus                                                             |
|              |                                                                                    |
|              | Grypidiopsis variegatus                                                            |
|              |                                                                                    |